# 馬利蘭州第六國會選區
馬利蘭州第六國會選區是美国马里兰州的國會選區之一，現任眾議員為民主黨的大衛·東尼。